# 藤本ばんび
藤本 ばんび（ふじもと ばんび 、2004年6月5日 - ）は、日本の女優。元ときめき♡宣伝部メンバー。東京都出身。スターダストプロモーション所属。

## 来歴
※グループとしての活動は超ときめき♡宣伝部のページも参照

### 2015年
- オーディションに合格し、スターダストプロモーションへ入所[2]。

### 2017年
- 6月18日、ときめき♡宣伝部への加入を発表。「ひよこ組」として活動開始。イメージカラーはときめき♡レモン[3]。
- 7月22日、「ときめき♡夏のびっちょり祭り2017」にて正式加入[4]。

### 2018年
- 6月3日、初のときめき♡レモンばんび生誕祭を埼玉・響の森桶川市民ホールで開催。

### 2019年
- 6月16日、ときめき♡レモンばんび生誕祭を東京・Mt.RAINIER HALL SHIBUYAで開催。

### 2020年
- 2月10日、3月14日に退部（脱退）することを公式サイトにて発表[5][6]。
- 3月29日、ときめき♡宣伝部のYoutubeチャンネルにてラストライブを配信。3月31日付でときめき♡宣伝部より退部[7]。

### 2021年
- 3月21日、公式Instagramを開設[8]。

### 2024年
- 7月8日、「週刊ヤングマガジン」32号でグラビアデビュー[9]。

## 人物・エピソード
- 趣味は映画・ドラマ鑑賞、料理[1]。
- 特技は水泳、そろばん、ものまね[1][10]。
- ときめき♡宣伝部に入部が決まる前からときめき♡宣伝部のファンであった[2]。
- 好きなアイドルは私立恵比寿中学で、中山莉子推し。
- 好きな女優は綾瀬はるかと永野芽郁[11]。

## 主なメディア出演

### テレビドラマ
- 義母と娘のブルース（2018年、TBS） - 岩木亜希子（幼少期） 役
- こんばんは、朝山家です。 第1話（2025年7月6日、朝日放送テレビ・テレビ朝日） - 向山カレン 役[12]

### テレビ番組
- NHK高校講座「数学I」（2021年4月 - 2022年3月、NHK Eテレ）[13]

### 映画
- ライアー×ライアー（2021年2月19日公開）
- STARDUST ZERO vol.1『孤高の文学少年はI Love Youをどう訳す?』（2025年5月30日公開） - 綿谷笑茉 役[14]

### 舞台
- Do It Over 第1回公演 「ちゅうちゅうちゅーーう（血）」（2020年8月、川崎市アートセンターアルテリオ小劇場）[15]

### 広告・CM
- AGC株式会社「なんだし、なんだし、AGC／スマホ篇」[16] - 女子高生 役

### 雑誌
- 「りぼん」（集英社） - りぼんガール[17]
- 「週刊ヤングマガジン」32号（2024年7月8日、講談社）[9] - 巻末グラビア
- 「ヤングガンガン」No.21（2024年10月18日、スクウェア・エニックス）- 巻中グラビア

### web
- ヤンマガweb「NEXT推しガール！」（2024年7月10日 - 31日更新分）

### その他
- WEB 株式会社 ノーリツ ノーリツチャンネル MV「湯気ひとすじ」篇（2019年）[18]